# Khéphren Thuram
Khéphren Thuram-Ulien (Reggio Emilia, 2001. március 26. –) olasz születésű francia válogatott labdarúgó, a Juventus játékosa.

## Pályafutása

### Klubcsapatokban
Megfordult a Barcelona, az Olympique de Neuilly és az AC Boulogne-Billancourt korosztályos csapataiban, mielőtt az AS Monaco akadémiájára került 2016-ban. 2018. augusztus 18-án mutatkozott be a AS Monaco második csapatában az Olympique Lyon II ellen. November 28-án a felnőttek között is bemutatkozott, mégpedig a spanyol Atlético Madrid csapata elleni UEFA-bajnokok ligája csoportmérkőzés 63. percében Alekszandr Golovin cseréjeként. 2019. június 26-án aláírt az OGC Nice csapatához. Augusztus 17-én debütált a Nîmes ellen Ignatius Ganago cseréjeként. 2020. október 3-án első gólját szerezte meg a Nantes ellen.
2024. július 10-én a Juventus 2029. június 30-ig szerződtette.

### A válogatottban
Olaszországban született és apja révén guadeloupe-i származású. Többszörös francia korosztályos válogatott labdarúgó. 2023. március 16-án a felnőtt válogatott szövetségi kapitánya Didier Deschamps meghívta a válogatottba Írország és Hollandia elleni 2024-es labdarúgó-Európa-bajnokság selejtező mérkőzésire.

## Család
Édesapja, Lilian Thuram a francia válogatottal megnyerte az 1998-as világbajnokságot, és a 2000-es Európa-bajnokságot. Testvére, Marcus Thuram a Borussia Mönchengladbach csapatának U19-es Európa-bajnok labdarúgója.